# ایر چاینا

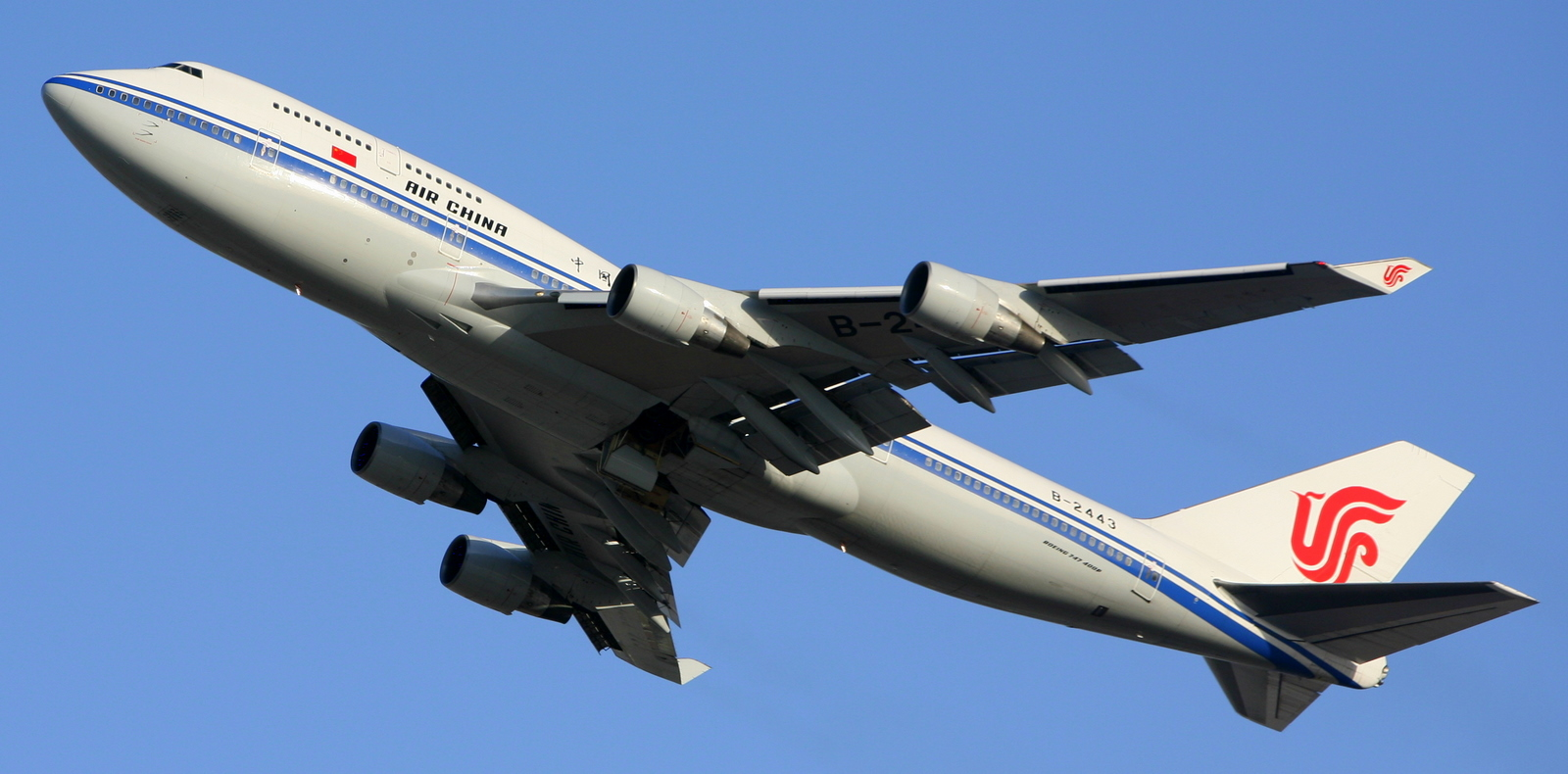
هواپیمای بوئینگ ۷۴۷ متعلق به ایر چاینا

ایر چاینا (به چینی: 中国国际航空公司) شرکت هواپیمایی حامل پرچم چین است، که به‌عنوان اصلی‌ترین شرکت هواپیمایی در چین شناخته می‌شود. این شرکت عضو اتحاد استار الاینس می‌باشد.
شرکت ایر چاینا در سال ۱۹۸۸ درپی تصمیم دولت کمونیستی چین مبنی بر تفکیک شرکت هواپیمایی کاک بر ۶ شرکت منطقه‌ای، به‌عنوان بخش بین قاره‌ای و بزرگترین بخش آن، راه‌اندازی شد و اکنون روزانه به ۱۸۵ شهر جهان، به‌صورت مستقیم خدمات انتقال مسافر را ارائه می‌نماید. این شرکت در سال ۲۰۱۲ بیش از ۷۲ میلیون مسافر را منتقل نموده‌است.
دفتر مرکزی شرکت ایر چاینا در شهر پکن چین قرار دارد و فرودگاه بین‌المللی پکن، فرودگاه بین‌المللی چنگدو شوانگلیو و فرودگاه بین‌المللی شانگهای پودنگ قطب‌های این شرکت هواپیمایی به‌شمار می‌آیند.
شرکت ایر چاینا اکنون در ناوگان هوایی خود، دارای ۳۱۰ فروند هواپیمای جت مسافربری می‌باشد. سهام این شرکت در بازارهای بورس لندن، بورس اوراق بهادار هنگ کنگ و بورس شانگهای معامله می‌شود.

## مقصدهای پروازی

### قرارداد نماد مشترک
ایر چاینا با شرکت‌های هواپیمایی زیر قرارداد نماد مشترک دارد:
- ایر ایندیا
- ایر کانادا
- ایر دولومیتی
- ایر ماکائو
- ایر نیوزیلند
- ایر صربیا
- آل نیپون ایرویز
- آسیانا ایرلاینز
- آسترین ایرلاینز
- اویانکا
- کاتای دراگون‌
- کاتای پاسیفیک
- چاینا اکسپرس ایرلاینز
- ال عال
- هواپیمایی اتیوپی
- اوا ایر
- فن‌ایر
- هاوایین ایرلاینز
- جونیائو ایرلاینز
- کونمینگ ایرلاینز
- تام ایرلاینز
- لان ایرلاینز
- لوت پولیش ایرلاینز
- لوفت‌هانزا
- هواپیمایی اسکاندیناوی
- شاندونگ ایرلاینز
- شنژن ایرلاینز
- سیلک‌ایر
- سنگاپور ایرلاینز
- هواپیمایی آفریقای جنوبی
- سوئیس اینترنشنال ایرلاینز
- تاپ پرتغال
- تبت ایرلاینز
- ترکیش ایرلاینز
- وست جت
- یونی ایر
- یونایتد ایرلاینز
- ویرجین آتلانتیک